# Jekaterina Maximowna Agurejewa
Jekaterina Maximowna Agurejewa (russisch Екатерина Максимовна Агуреева; englische Schreibweise Ekaterina Agureeva; * 19. Mai 2009) ist eine russische Tennisspielerin.

## Karriere
Jekaterina Agurejewa begann mit fünf Jahren das Tennisspielen und spielt vor allem bei Turnieren der ITF Women’s World Tennis Tour, wo sie bisher vier Titel im Doppel gewinnen konnte.
2023 trat sie bei den U14 beim Les Petits As an. Im März 2024 konnte sie ihr erstes ITF-Turnier im Doppel gewinnen.

## Turniersiege

### Doppel
| Nr. | Datum            | Turnier    | Kategorie | Belag | Partnerin                 | Finalgegnerinnen                             | Ergebnis  |
| --- | ---------------- | ---------- | --------- | ----- | ------------------------- | -------------------------------------------- | --------- |
| 1.  | 23. März 2024    | Antalya    | ITF W15   | Sand  | Jekaterina Owtscharenko   | Denislawa Gluschkowa Anastassija Gretschkina | 6:0, 7:5  |
| 2.  | 18. Mai 2024     | Antalya    | ITF W15   | Sand  | Felizata Dorofejewa-Rybas | Jewgenija Burdina Anastassija Gretschkina    | 7:65, 6:3 |
| 3.  | 12. Oktober 2024 | Zaghkadsor | ITF W15   | Sand  | Rada Solotarjowa          | Alina Junewa Walerija Juschtschenko          | 6:4, 6:3  |
| 4.  | 19. Oktober 2024 | Zaghkadsor | ITF W15   | Sand  | Rada Solotarjowa          | Alina Junewa Walerija Juschtschenko          | 7:64, 6:3 |